# Crónica de Néstor

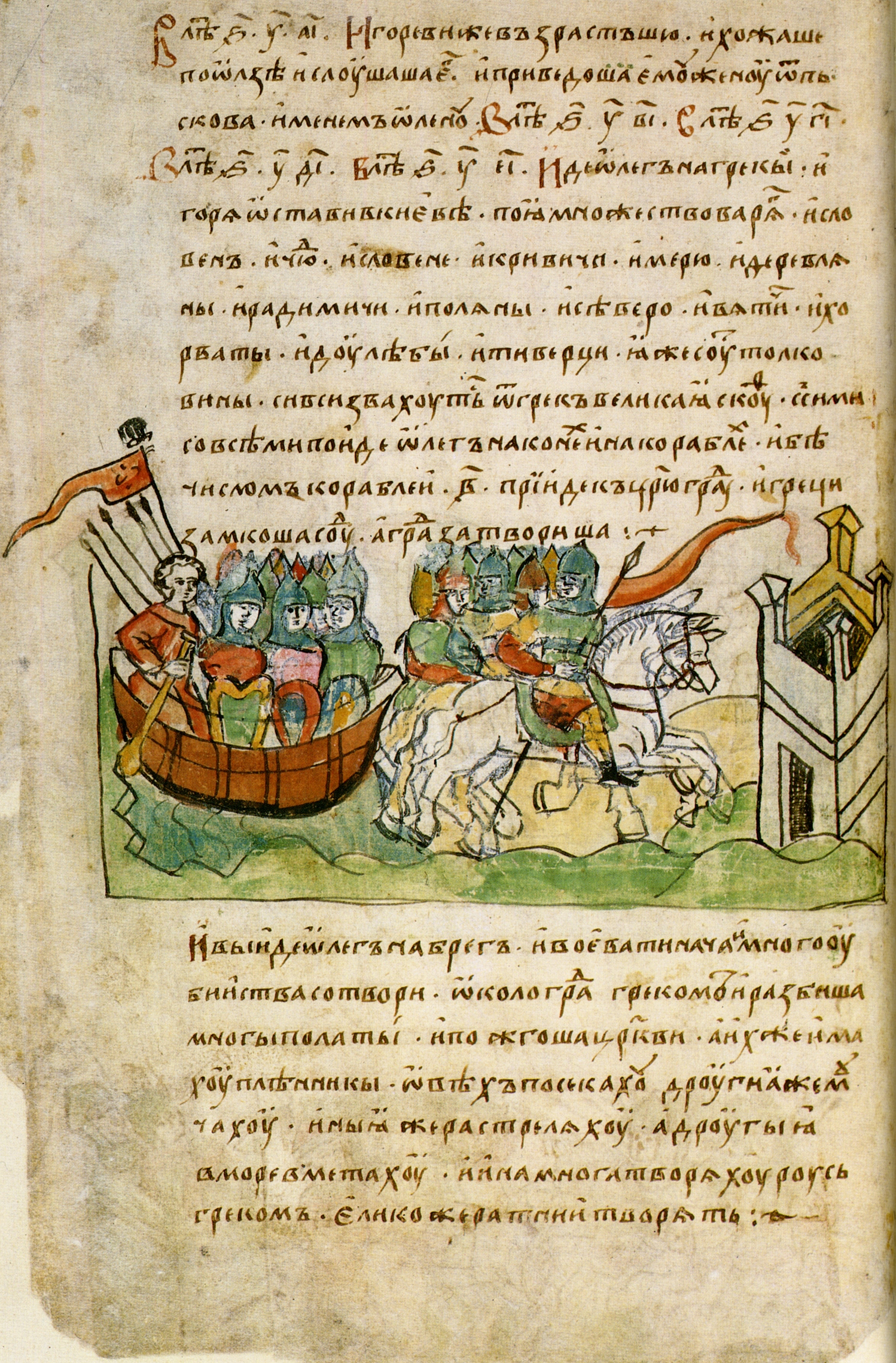
Una hoja de la copia de la Crónica de Néstor llamada Códice de Radziwiłł..

La Crónica de Néstor o Crónica Primaria (en antiguo eslavo oriental: Повѣсть времѧньныхъ лѣтъ; en ucraniano: Повість врем'яних літ (Póvist vremianyh lit); en ruso: По́весть временны́х лет (Póvest vremennyj let); literalmente «Relato de los años pasados») es la historia del primer Estado eslavo oriental, la Rus de Kiev, entre los años 850 y 1110, aproximadamente, y originalmente escrita en antiguo eslavo oriental en Kiev sobre el año 1113. Su versión más antigua conocida forma parte del Códice de Laurencio.

## Tres ediciones
Durante mucho tiempo, la redacción original se le atribuyó a un monje del Monasterio de las Cuevas de Kiev llamado Néstor, y de ahí que se la llamara la Crónica de Néstor o el Manuscrito de Néstor. Entre las muchas fuentes que habría utilizado estaban las primeras (hoy perdidas) crónicas eslavas, los anales bizantinos de Juan Malalas y de Jorge el Monje, leyendas populares y sagas nórdicas, numerosos textos religiosos griegos, tratados bizantinos y eslavos, fuentes orales de Yan Vyshátych y otros líderes militares. Néstor trabajó en la corte de Sviatopolk II de Kiev y probablemente compartió su política pro-escandinava.

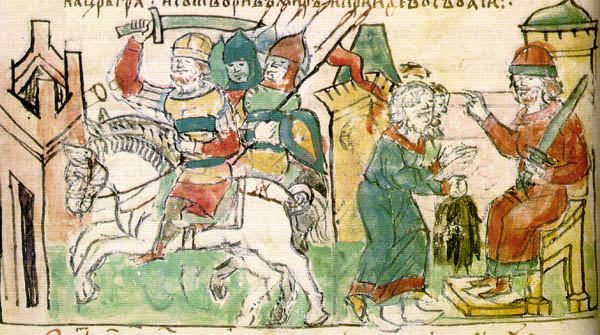
Ígor de Kiev colecta los tributos de los drevlianos. Imagen del Códice de Radziwiłł.

La primera parte es rica en historias anecdóticas, entre las que se cuentan la llegada de tres hermanos varegos, la fundación de Kiev, el asesinato de Askold y Dir, la muerte de Oleg (a quien mató una serpiente escondida en el esqueleto de su caballo) y la venganza de Olga de Kiev, esposa de Ígor de Kiev, sobre los drevlianos, quienes habían asesinado a su marido. La historia de la labor de los santos Cirilo y Metodio entre los pueblos eslavos es también muy interesante. A Néstor se le debe la narración sobre la expedita forma en que el príncipe Vladímir I de Kiev abolió el culto a Perún y a los otros dioses de Kiev al  llevar a cabo la cristianización de la Rus de Kiev.
En el año 1116, el higúmeno Silvestre del Monasterio de San Miguel de Výdubichi realizó numerosas copias del texto de Néstor, añadiendo su propio nombre al final de la crónica. Dado que el príncipe Vladímir II Monómaco era el patrón de la aldea de Výdubychi, donde estaba situado el monasterio, la nueva edición glorificó al príncipe e hizo de él la figura central de la narrativa posterior. Esta segunda versión de la obra nestoriana se preservó en el Códice Lauretiense (ver abajo).
Una tercera edición le siguió dos años más tarde, centrándose en la persona de Mstislav I de Kiev, hijo y heredero de Vladímir II Monómaco. El autor de esta revisión podría haber sido griego, ya que corrigió y actualizó muchos de los datos sobre los asuntos bizantinos. Esta última versión se conservó en el Códice de Ipátiev o Hipatiense (ver más abajo).

## Tres manuscritos
El original se ha perdido y las copias más antiguas que se conocen son las del Códice de Radziwiłł (Radziwiłł Chronicle), el Códice de Laurencio y el Códice de Hipacio. De modo que es complicado establecer el contenido original de la crónica palabra por palabra.
El Códice de Laurencio fue copiado por el monje de Nóvgorod Lavrenti (Lorenzo) para el príncipe Dmitri Konstantínovich en 1377. El texto original utilizado fue un códice hoy perdido compilado para el Gran Duque de Tver en 1305, año en que termina la crónica, aunque los años 898-922, 1263-83 y 1288-94 están omitidos por alguna razón. El manuscrito fue adquirido por el famoso Conde Musin-Pushkin en 1792 y más tarde donado a la Biblioteca Nacional Rusa en San Petersburgo. 
El Códice de Hipacio fue descubierto en el Monasterio Ipátiev, en Kostromá, por el historiador ruso Nikolái Karamzín. Data del siglo XV, pero incorpora la Crónica de Kiev (ru:Киевская летопись), una información de incalculable valor histórico sobre el Kiev del siglo XII, y la Crónica de Galitzia y Volinia de la ciudad de Hálych, en la región de Galitzia. La lengua en la que estaba escrita es el antiguo eslavo eclesiástico con influencia del eslavo oriental. 
La Crónica de Néstor puede ser uno de los textos de estudio más intenso de la historia. Se han publicado numerosas monografías y versiones, datando la primera de 1767. Alekséi Shájmatov publicó un análisis textual pionero de este documento en 1908. Dmitri Lijachov y otros investigadores soviéticos han revisado en parte sus descubrimientos, que intentaron reconstruir la crónica prenestoriana compilada en la corte de Yaroslav I el Sabio a mitad del siglo XI.

## Evaluación
A diferencia de otras crónicas medievales escritas por monjes europeos, la Crónica de Néstor es única en su campo, al no haber otro testimonio escrito de la historia antigua de los pueblos eslavos orientales. Su larga relación sobre la historia de la Rus de Kiev no tiene parangón, aunque se han datado correcciones provenientes de la Primera Crónica de Nóvgorod. Asimismo es valiosa como primer ejemplo de la literatura de los antiguos eslavos orientales escrito en antiguo eslavo oriental.